# WrestleMania 33
Cet article concerne l'édition 2017 de pay-per-view WrestleMania. Pour toutes les autres éditions, voir WrestleMania.
La 33e édition de WrestleMania (chronologiquement connu comme WrestleMania XXXIII) est un Premium Live Event de catch (lutte professionnelle) produit par la World Wrestling Entertainment (WWE), une fédération de catch américaine, qui est télédiffusée, visible en paiement à la séance, sur le WWE Network ainsi que sur la chaîne de télévision française AB1. L'événement s'est déroulé le 2 avril 2017 au Stade Camping World à Orlando, dans l'état de Floride. Il s'agit de la trente-troisième édition de WrestleMania, qui fait partie avec le Royal Rumble, SummerSlam et les Survivor Series du « Big Four » à savoir « les Quatre Grands ». 
Il s'agit de la plus grande représentation annuelle de divertissement sportif. C'est la seconde fois que WrestleMania, après WrestleMania XXIV en 2008, prend place au Stade Camping World à Orlando et la troisième fois que WrestleMania se tiendra dans l’état de Floride pour le Showcase of the Immortals après WrestleMania XXIV et WrestleMania XXVIII qui s’est déroulé à Miami en 2012,.

## Production

### Organisation
Fin de l'année 2015 et début 2016, les rumeurs concernant la ville qui accueillera WrestleMania visaient le Minnesota au U.S. Bank Stadium, mais il n'est rien. Le 8 mars 2016, lors de la traditionnelle conférence de presse post-WrestleMania, la WWE a annoncé que WrestleMania 33 prendra place au Stade Camping World à Orlando en Floride. En 2008, la ville d'Orlando avait déjà accueilli WrestleMania pour sa vingt-quatrième édition et avait réussi à accueillir 74000 fans.
Cette année, la cérémonie du Hall of Fame sera déplacée au vendredi au lieu du samedi soir et sera remplacée par NXT: TakeOver qui récupérera le créneau pour ouvrir le pas à WrestleMania. SmackDown sera également inclus au programme du week-end puisque le show post-Wrestlemania est prévu pour être enregistré également à Orlando. Traditionnellement, c'est Raw qui gardait l'exclusivité.

### Hall of Fame

Logo du WWE Hall of Fame

Comme chaque année lors du plus grand spectacle de catch de l'année WrestleMania sur « The Grandest Stage of Them All » (« La plus grande scène de toutes »). La World Wrestling Entertainment (WWE) honore d'anciens employés de la World Wrestling Entertainment (anciennement World Wrestling Federation) et d'autres figures qui ont contribué au catch et au divertissement sportif en général dans le WWE Hall of Fame. Cette année, six noms du catch ont été intronisés au WWE Hall of Fame 2017, trois catcheurs, une diva, une équipe et un membre du personnel de la WWE.
| Nom de ring (nom de naissance)                          | Introduit par      | Notes | Réf.   |
| ------------------------------------------------------- | ------------------ | --- | ------ |
| Kurt Angle                                              | John Cena          | - 4 WWE Championship - 1 WWE World Heavyweight Championship - 1 WCW World Heavyweight Championship - 1 WWF Intercontinental Championship - 1 WCW United States Championship - 1 WWF European Championship - 1 WWF Hardcore Championship - 1 WWE Tag Team Championship | [ 10 ] |
| The Rock'n'Roll Express (Ricky Morton et Robert Gibson) | Jim Cornette       | 4 WCW World Tag Team Championship | [ 11 ] |
| Theodore Long (Theodore Robert Long)                    | Ron Simmons et JBL | Ancien arbitre, manager de catcheurs puis manager général de l'ECW et de SmackDown | [ 12 ] |
| Diamond Dallas Page (Page Joe Falkinburg)               | Eric Bischoff      | - 2 WCW United States Heavyweight Championship - 3 WCW World Heavyweight Championship - 4 WCW World Tag Team Championship - 1 WCW World Television Championship - 1 WWF European Championship - 1 WWF Tag Team Championship                                           | [ 13 ] |
| Beth Phoenix (Elizabeth Kocianski)                      | Natalya            | - 3 WWE Women's Championship - 1 WWE Divas Championship | [ 14 ] |
| "Ravishing" Rick Rude (Richard Rood)                    | Ricky Steamboat    | - 3 WCW International World Heavyweight Championship - 1 WWF Intercontinental Championship - 1 WCW United States Heavyweight Championship | [ 15 ] |

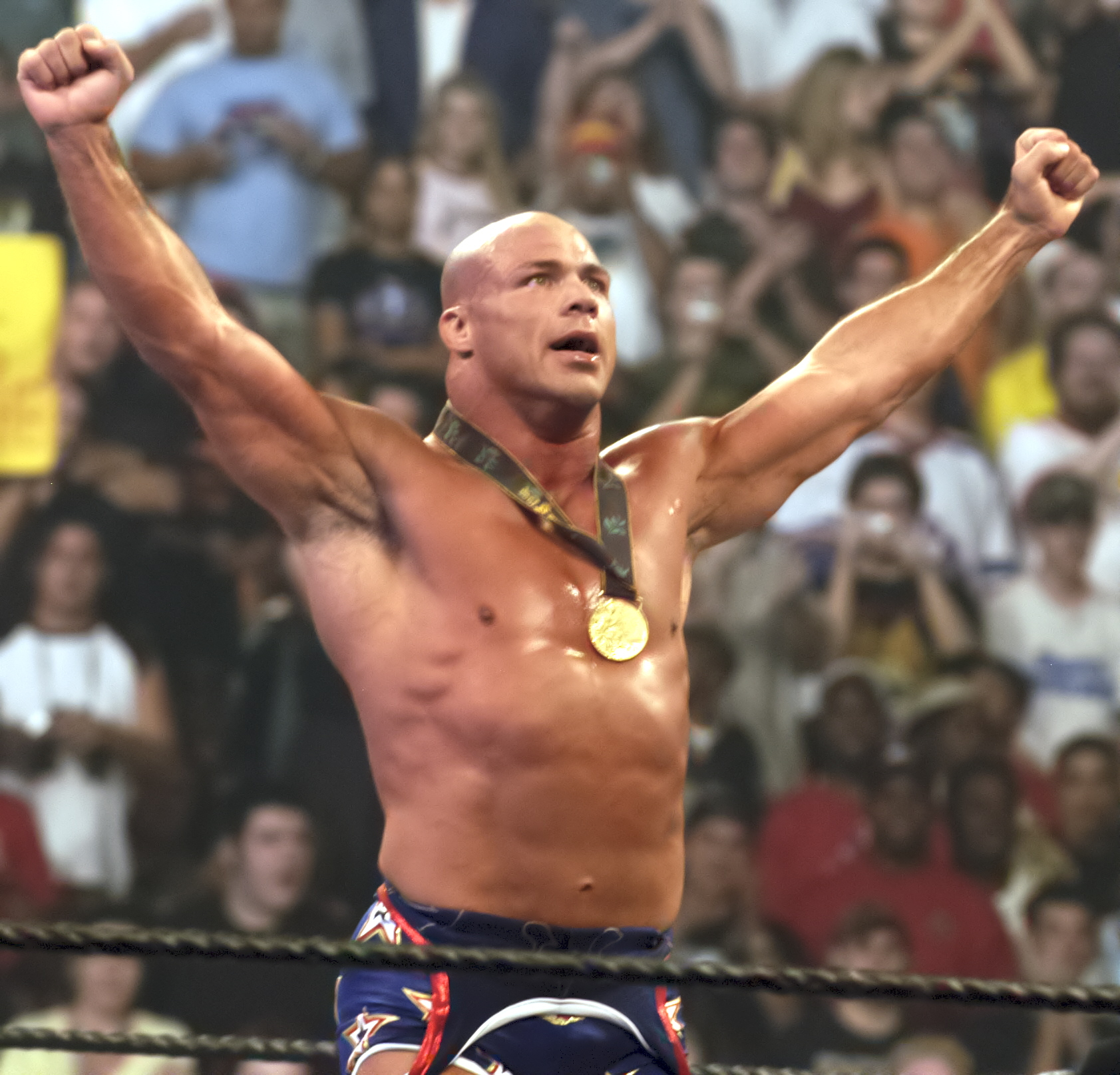
Kurt Angle est la tête d'affiche de cette édition du Hall of Fame.

## Contexte
Les spectacles de la World Wrestling Entertainment (WWE) sont constitués de matchs aux résultats prédéterminés par les scénaristes de la WWE. Ces rencontres sont justifiées par des storylines – une rivalité avec un catcheur, la plupart du temps – ou par des qualifications survenues dans les shows de la WWE telles que Raw, SmackDown et NXT. Tous les catcheurs possèdent une gimmick, c'est-à-dire qu'ils incarnent un personnage gentil (Face) ou méchant (Heel), qui évolue au fil des rencontres. Un événement comme WrestleMania est donc un événement tournant pour les différentes storylines en cours,.

### Goldberg contre Brock Lesnar

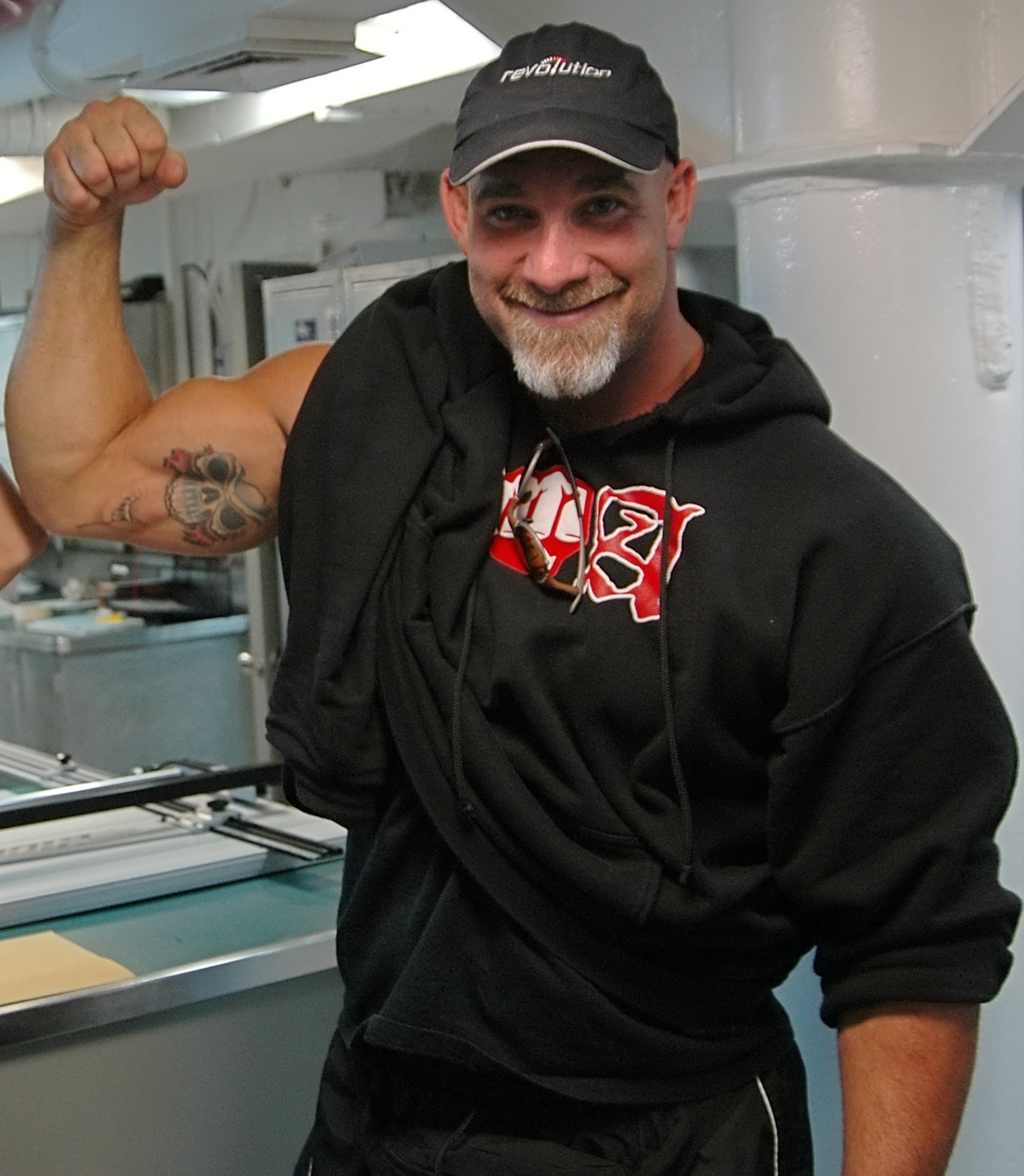
Goldberg défend le championnat Universel de la WWE contre Brock Lesnar.

La rivalité (feud) prédominante de la division Raw est celle entre Goldberg et Brock Lesnar pour le championnat Universel de la WWE. La rivalité entre les deux hommes commence le 10 octobre lors de Raw, lorsque Paul Heyman défie Goldberg à un combat revanche de WrestleMania XX face à Brock Lesnar, car à ce jour il est le seul à ne jamais avoir été battu par ce dernier. La semaine suivante, Goldberg annonce qu'il accepte le défi lancé par Brock Lesnar. Lors des Survivor Series (2016), Goldberg bat Lesnar en une minute et vingt-cinq secondes grâces à deux Spear et un Jackhammer. Goldberg mène deux à zéro face à Brock Lesnar.
Le 28 novembre à Raw, Paul Heyman annonce à son tour que Brock Lesnar participera au Royal Rumble. Lors du Raw du 23 janvier, Brock Lesnar fait son retour, depuis sa défaite aux Survivor Series (2016), avec Paul Heyman qui décide de confronter Goldberg en expliquant que son client l'éliminera au Royal Rumble (2017), mais ils sont vite interrompus par The Undertaker. La semaine suivante, lors du Royal Rumble, il rentre à la 26e place, mais il sera vite éliminé par Goldberg qui se fera lui aussi éliminer quelques minutes après par The Undertaker. Le lendemain, Brock Lesnar défie à nouveau Goldberg pour un nouveau match à WrestleMania 33. La semaine suivante, Goldberg accepte le défi.
Lors de Fastlane (2017), Goldberg bat le champion Universel, Kevin Owens, en 21 secondes de ce fait il remporte le Universal Championship. À la suite de cette victoire, le match entre les deux hommes n'est plus un match simple, mais un match pour le Universal Championship.

### Bray Wyatt contre Randy Orton
La rivalité (feud) prédominante de la division SmackDown est celle entre Bray Wyatt et Randy Orton pour le championnat de la WWE. Lors du Royal Rumble (2017), Randy Orton, alors membre de la Wyatt Family, fait son entrée en 23e position et il reporte le Royal Rumble match en éliminant en dernier Roman Reigns. C’est la deuxième fois de sa carrière (après le Royal Rumble de 2009) qu’il remporte le Royal Rumble. Cette victoire lui donne le droit d’affronter le WWE Champion pour le WWE Championship à WrestleMania 33.
Lors d’Elimination Chamber (2017), son partenaire, Bray Wyatt bat John Cena, The Miz, Baron Corbin, AJ Styles et Dean Ambrose dans un Elimination Chamber match et remporte le pour la première fois de sa carrière le WWE Championship par la même occasion. La semaine suivante, à SmackDown, il défend son titre avec succès face à John Cena et AJ Styles. À la suite de cette victoire Randy Orton annonce qu’il renonce à son match de championnat à WrestleMania 33, qu’il a acquis lors du Royal Rumble (2017), car il ne veut pas affronter son "maître". La semaine suivante, il se fait trahir par Orton qui lui explique qu'il n'a fait tout ça que pour mieux le détruire et lui annonce qu'il ne renoncera pas à son match à WrestleMania 33 pour le WWE Championship. Après cette trahison, Randy Orton effectue un face turn.
Cette même nuit, à la suite de sa victoire face à Luke Harper, AJ Styles obtient un match face à Randy Orton pour déterminer qui affrontera Bray Wyatt pour le WWE Championship à WrestleMania 33. Le 7 mars à SmackDown, Orton bat Styles et valide son match face à Bray Wyatt.

### Seth Rollins contre Triple H

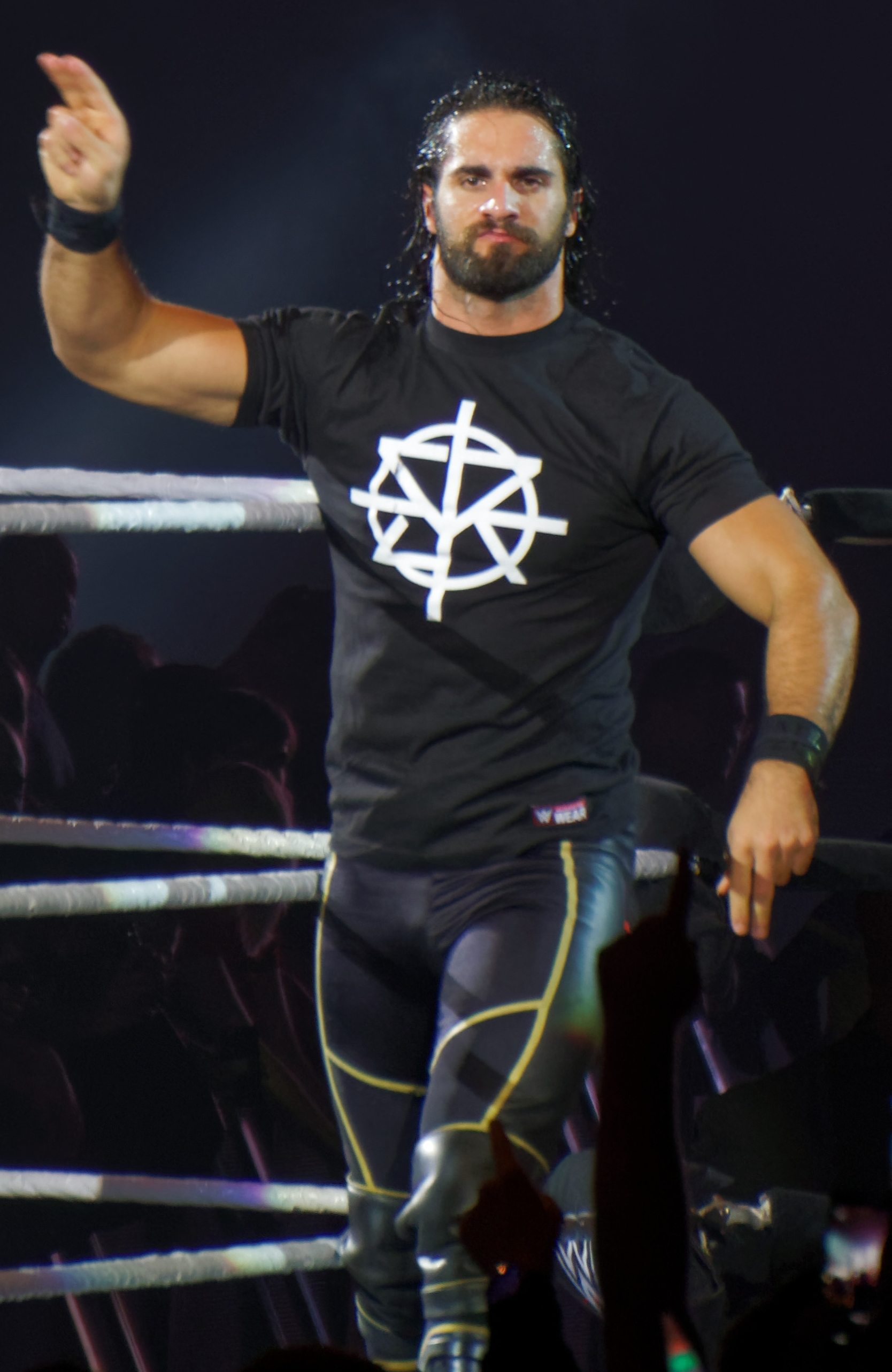
Seth Rollins fait face à Triple H dans un Non-sanctioned match.

Absent depuis WrestleMania 32, Triple H fait son retour le 29 août 2016 lors du lors du Fatal 4-Way Elimination match pour le Universal Championship. Durant le match qui opposait Seth Rollins, Kevin Owens, Big Cass et Roman Reigns, il attaque ce dernier ce qui permet à Seth Rollins de l'éliminer. Cependant, alors qu'il était prêt à attaquer Owens, il se retourne contre Rollins et lui porte un Pedigree, ce qui permet à Owens de remporter le match et de décrocher le titre. C'est alors que la rivalité entre les deux hommes va commencer. Le 23 janvier à Raw, il fait perdre à Rollins sa place dans le Royal Rumble match en le distrayant avec sa musique d'entrée.
Le 28 janvier à NXT TakeOver: San Antonio, Seth Rollins fait une apparition et confronte Triple H mais celui-ci appelle la sécurité qui le force à partir. Deux jours plus tard à Raw, Rollins décide à nouveau de confronter Triple H mais il se fait attaquer par Samoa Joe. À la suite de cette attaque, il est à nouveau blessé au genou et doit à nouveau s'écarter des rings pendant 8 semaines. Le 27 février à Raw, il annonce qu'il fera tout pour être présent à WrestleMainia 33 pour affronter Triple H avant d'être interrompu par ce dernier qui le menace de mettre fin à sa carrière s'il se montre sur le ring. Le 13 mars, il fait son retour en sauvant Mick Foley d'une attaque de Triple H.
La semaine suivante à Raw, Triple H décide de congédier Mick Foley pour ses actions de la semaines dernière. Après quoi, une vidéo du médecin de Seth Rollins est diffusé, qui explique que Rollins ne sera pas prêt physiquement à combattre à WrestleMania 33, et qu'il lui faudra encore quelques mois pour qu'il soit de nouveau en forme. Un peu plus tard dans la soirée Triple est interviewé par Michael Cole. Durant cette interview, il reproche à Rollins de ne pas l'avoir écouté et décide de lui offrir des tickets pour WrestleMania 33 avant de changer d'avis. Il propose alors à Rollins de venir la semaine suivante et s’il le veut signer un contrat et une dérogation qui lui permettra de combattre malgré l'interdiction des médecins.
Une semaine plus tard, Seth Rollins se présente à Raw pour la signature du contrat. C'est alors que Triple H lui explique que s’il signe il renonce à tous ses droits. Mais Rollins ne cède pas face aux avertissements et décide malgré tout de signer le contrat. Le match sera un Non-sanctioned match.

### The Undertaker contre Roman Reigns

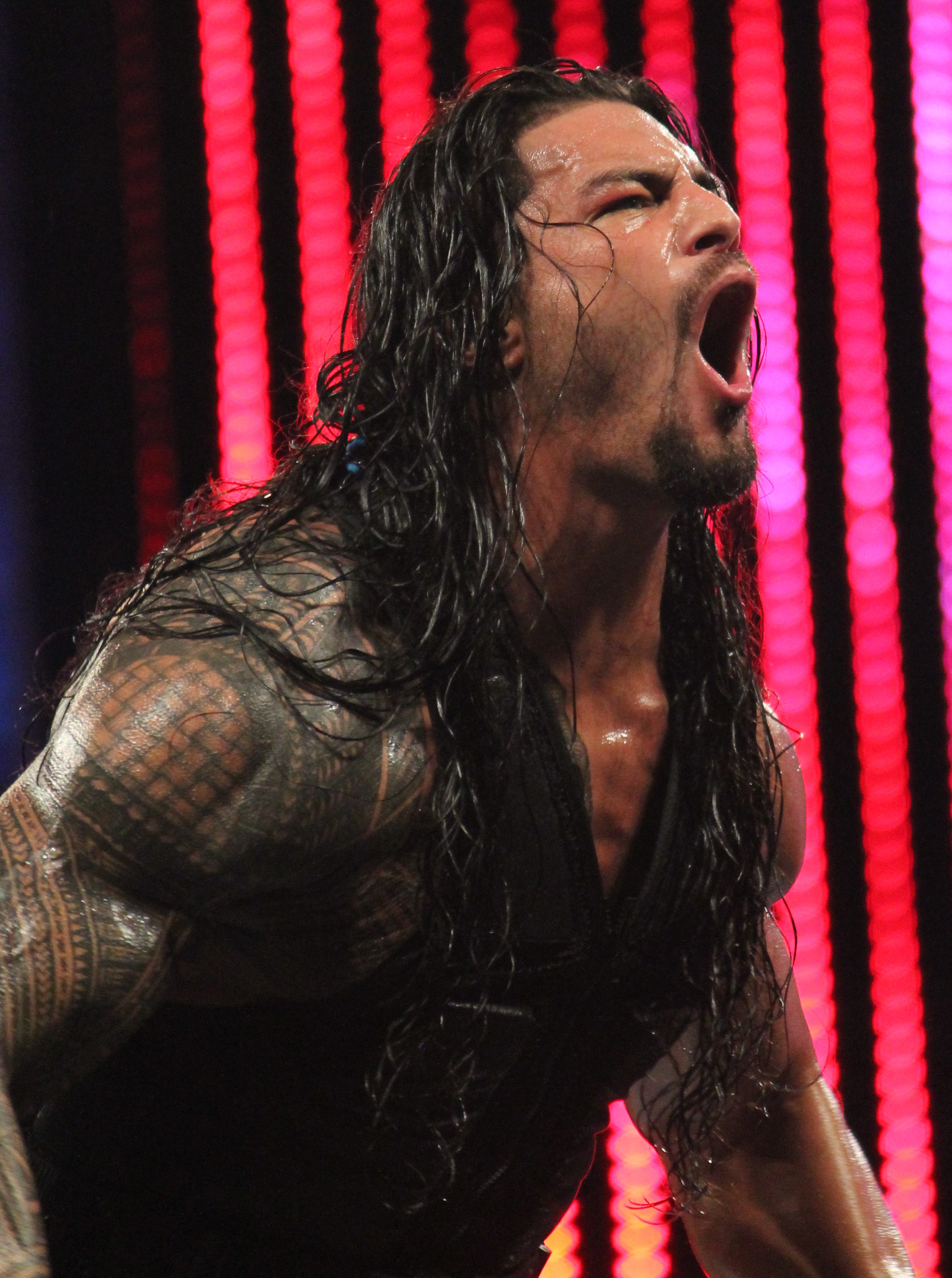
Roman Reigns affronte le légendaire Undertaker dans le main-event.

Lors du Royal Rumble, The Undertaker fait partie des catcheurs présents dans le main-event. Roman Reigns, qui a perdu son match contre Kevin Owens un peu plus tôt dans la soirée, entre en trentième position et élimine The Undertaker. Lors du Raw du 6 mars, Undertaker vient à la rencontre de Braun Strowman, avant que ce dernier ne parte. Roman Reigns arrive alors et confronte le Phenom. Undertaker porte un Chokeslam sur Reigns puis part.
Le 20 mars, Roman Reigns affronte Braun Strowman, vers la fin du match, l'Undertaker apparaît, confronte Reigns et porte un Chokeslam sur Strowman. Il se fait ensuite surprendre par un Spear de Reigns qui quitte le ring sous les huées. Alors qu'il remonte la rampe, le Deadman se relève et lui fait son signe de Rest in Peace.
Le 27 mars, plusieurs vidéos montrant Undertaker creuser une tombe dans un cimetière. Plus tard, on nous annonce que Reigns et le Taker s'affronteront à WrestleMania. Il dit vouloir envoyer l'Undertaker à la retraite. Ce dernier apparaît au titantron et une tombe avec le nom de Reigns est montrée. Il apparaît ensuite derrière Reigns et prononce le célèbre « Rest in Peace » avant de disparaître,,.

### AJ Styles contre Shane McMahon

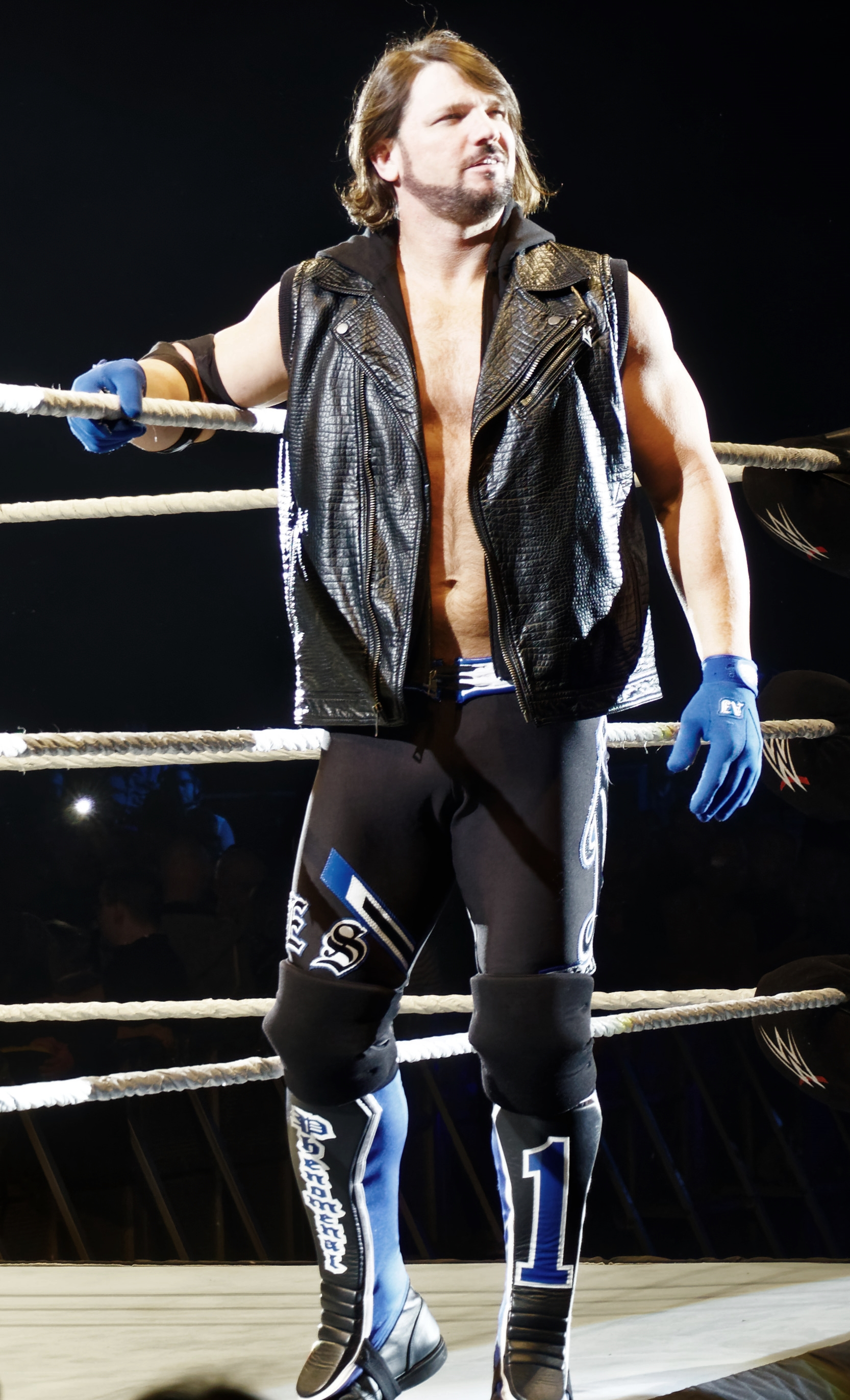
AJ Styles affronte Shane McMahon.

La rivalité entre les deux hommes commence le 7 mars à SmackDown, ce jour-là AJ Styles affronte Randy Orton pour déterminer l’adversaire de Bray Wyatt pour le WWE Championship à WrestleMania 33. Mais Styles perd le match ce qui l’énerve et commence à agresser les officiels en leur rejetant la faute, notamment sur Shane McMahon.
Le 14 mars à SmackDown, Shane McMahon arrive pour parler avec AJ Styles mais à peine arriver dans le parking il se fait violemment agressé par ce dernier qui lui fait passer la tête à travers une voiture. Un peu après le général manager de SmackDown, Daniel Bryan, annonce à Styles qu’il est viré en raison de cette attaque à l’encontre de Shane McMahon qui est blessé à la suite de cette attaque. Shane McMahon refusera de se faire soigner. À la fin de la soirée, Shane McMahon apparaît et il ne prononce qu’une phrase “AJ Styles se plaint de ne pas avoir d’adversaire à WrestleMania… il en a maintenant un”. La semaine suivante à SmackDown, Styles accepte le défi de Shane. Un peu plus tard dans la soirée, Shane attaque AJ Styles en le faisant passer à travers la table des commentateurs avec son Elbow Drop,.

### Chris Jericho contre Kevin Owens

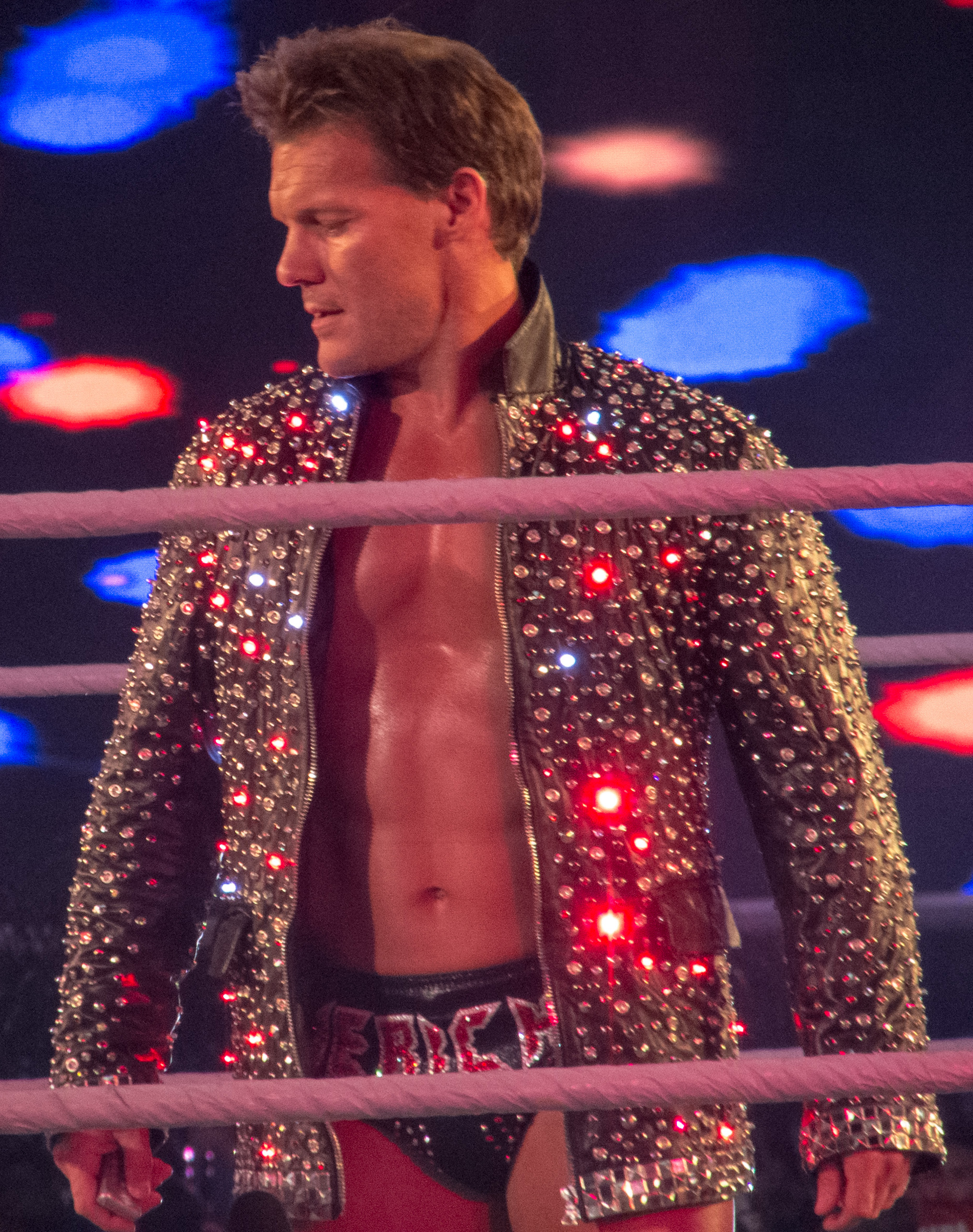
Chris Jericho affronte Kevin Owens pour le championnat des États-Unis.

Le 6 février à Raw, Kevin Owens se fait défier par Goldberg pour le WWE Universal Championship lors de Fastlane (2017) ce que Chris Jericho accepte. Lors du Raw du 13 février, son ami Chris Jericho organise le Festival of Friendship dans lequel ce dernier offre plusieurs cadeaux au champion. À la fin du festival, Owens attaque Jericho, mettant fin à leurs relations amicales. Lors de Fastlane, il perd le Universal Championship au profit de Goldberg en 25 secondes sous le regard de Chris Jericho. Le lendemain à Raw, il confronte Jericho qui lui explique lui avoir fait perdre le titre pour se venger et le défie à un match à WrestleMania 33. Owens accepte son défi après que ce dernier ait mis WWE United States Championship en jeu.
Après cette annonce, Chris Jericho se fait attaquer par Kevin Owens et Samoa Joe avant d'être sauvé par Sami Zayn. Plus tard dans la soirée, il perd par décompte extérieur contre Samoa Joe. À la fin du match, ce dernier tente de l'attaquer, mais il le contre avec son Codebreaker. Le 13 mars à Raw, lui et Sami Zayn battent Samoa Joe et Kevin Owens par disqualification. À la fin du match, il se fait attaquer par ces derniers et encaisse un Pop-Up Powerbomb de Kevin Owens. Le 27 mars à Raw, il fait gagner Sami Zayn contre Kevin Owens. À la fin du match, il attaque ce dernier avec une chaise avant de le mettre sur sa liste.

### Dean Ambrose contre Baron Corbin

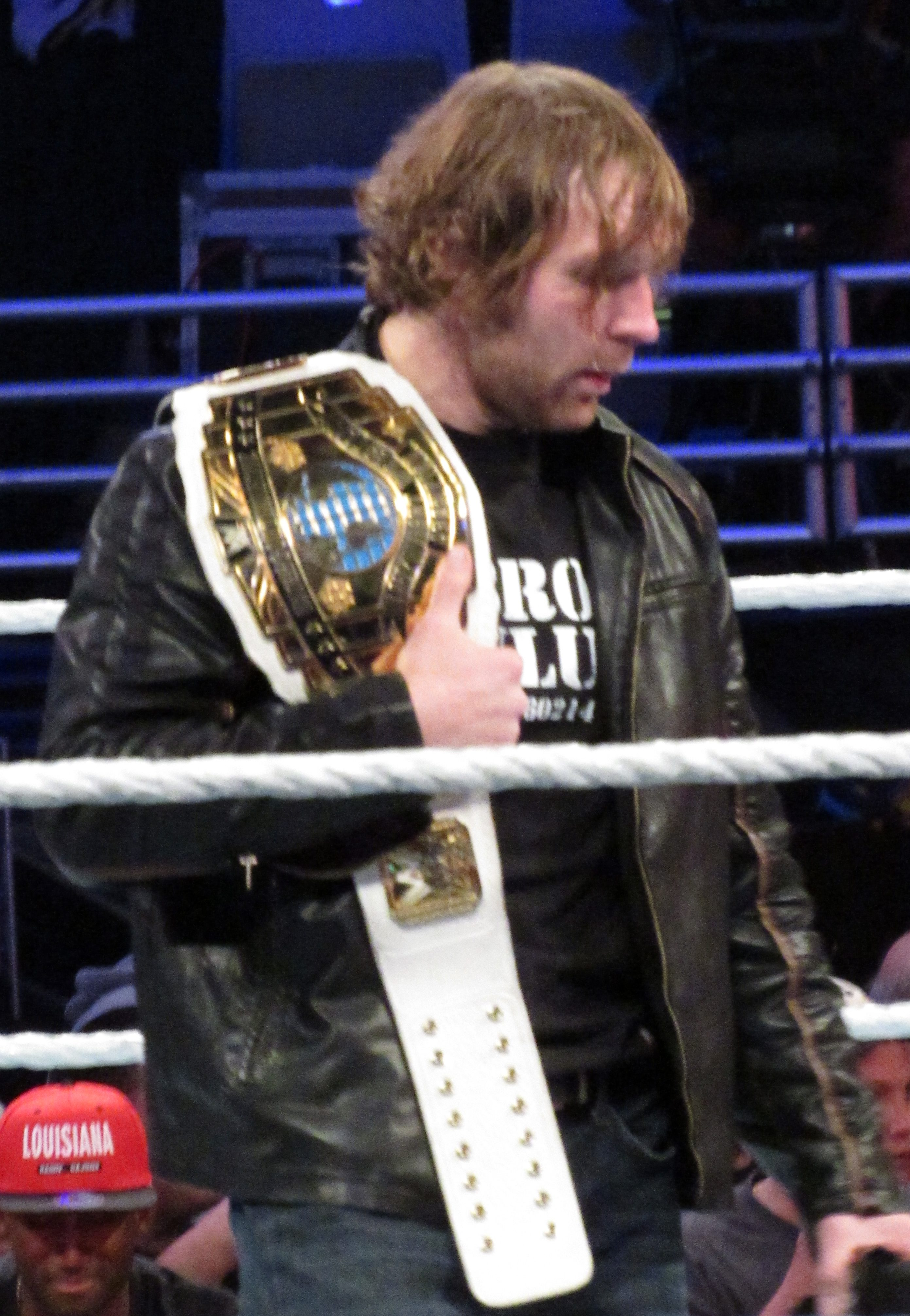
Dean Ambrose affronte Baron Corbin pour le championnat Intercontinental.

Lors de Elimination Chamber (2017), Baron Corbin et le champion Intercontinental, Dean Ambrose font partie du Elimination Chamber match pour déterminer le nouveau champion de la WWE.
Corbin, qui est entré en 5e position, se fait éliminer en premier par Dean Ambrose après s'être fait surpris par un Roll-up. Corbin s'énerve et détruit Ambrose sur le ring en lui faisant un End of Days. The Miz en profite pour faire le tombé et éliminer Ambrose.
Le 21 février à SmackDown, une 10-Man Battle Royal pour devenir l'Aspirant no 1 au WWE Championship. Ambrose évite une charge de Corbin pour le lancer en bas du ring. Corbin le tire par la jambe et lui fait un End of Days sur le sol, les éliminant.
Le 28 février, Ambrose allait affronter Curt Hawkins, mais arrivé sur le ring, Ambrose porte directement à son adversaire un Dirty Deeds, prend le micro et demande à Corbin de venir. Celui-ci apparaît sur le Titantron et demande si Ambrose sait dépasser les limites. Ambrose répondit que Corbin va apprendre qu'il ne faut pas commencer ce qu'on ne peut pas finir.
Le 21 mars, Corbin affronte Randy Orton. Durant le match, Dean Ambrose arrive sur un chariot élévateur. Orton profite de la distraction pour faire son RKO pour le couvrir pour la victoire. Après le combat, Dean Ambrose monte sur le ring et dit que Corbin veut un combat pour le Intercontinental Championship, il l'aura. Ambrose enchaîne avec son Dirty Deeds avant de partir.

### John Cena et Nikki Bella contre The Miz et Maryse

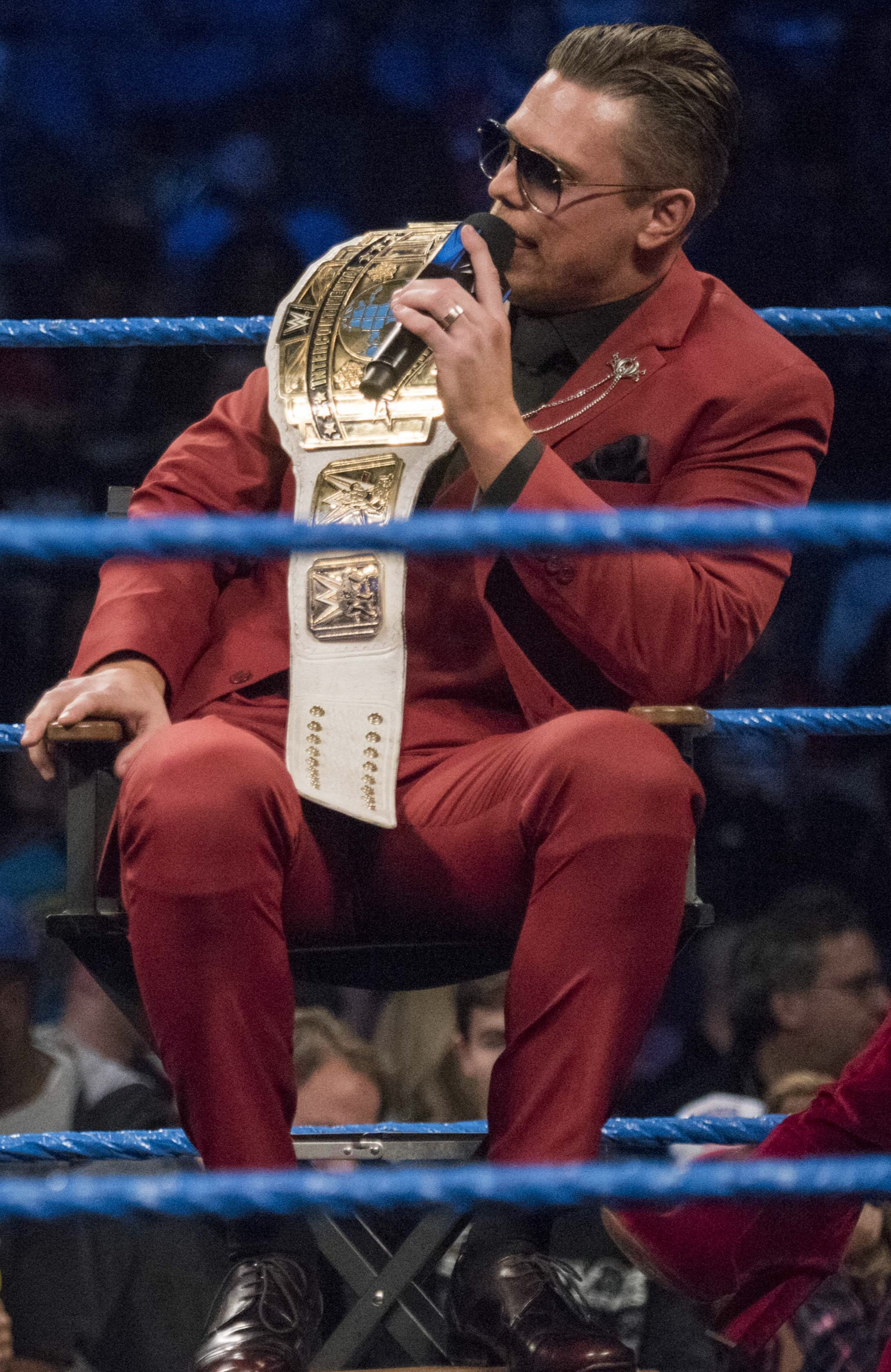
En 2009, The Miz essayait de se faire un nom sur le dos de John Cena et en 2011, il le bat dans le main-event de WrestleMania XXVII.

Le 21 février à SmackDown, une 10-men Battle Royal a eu lieu pour déterminer l'aspirant no 1 au championnat de la WWE pour WrestleMania 33. Miz, éliminé par Cena, remonte sur le ring et fait passer Cena par-dessus la troisième corde, le Marine ne peut plus remonter sur le ring (cette élimination s'est présentée dans les mêmes circonstances qu'au Royal Rumble (2011), Miz avait éliminé Cena alors qu'il n'était pas dans le match). Dans cette même soirée, Nikki Bella affronte Natalya dans un Falls Count Anywhere match. Durant le match, Natalya pousse Bella sur Maryse qui se trouvait dans les backstages et l'a fait tombée. À la fin du match, Maryse attaque Nikki avec un tube en métal avant que le Miz ne vienne la chercher.
Le 28 février, Miz & Maryse présentent le Miz Tv avec John Cena comme invité spécial. Miz dit que Cena lui a coûté tellement de chance. Miz cite le main-event de WrestleMania XXVII, où Miz a battu Cena et a conservé le WWE Championship. L'ex-champion Intercontinental reproche à Cena d'avoir transformé sa carrière en rien lorsqu'il l'avait battu quelques semaines plus tard : à Extreme Rules (2011). Cena dit au Miz que ce dernier vole la personnalité de plusieurs catcheurs : The Rock, Chris Jericho, Ric Flair, Daniel Bryan et AJ Styles entre autres. Cena veut partir, mais Maryse arrête Cena et dit que Cena ne quitte pas le ring avant qu'ils le décident. Elle dit que Cena aimerait être la moitié de ce que Miz est. Le problème de Cena est son ego qui veut tout contrôler. Comme elle le dit, plus grand est l’ego plus petit est le paquet. Si Cena est pour le respect, il doit respecter ça. Maryse le gifle avant que Nikki arrive sur le ring et insulte Maryse de "b*tch*".
Le 7 mars, Cena & Nikki affrontent et battent Carmella & James Ellsworth. Après le combat, Maryse et Miz tirent Cena et Nikki en bas du ring pour les pousser contre les poteaux du ring. Maryse insulte Nikki de "chienne".
Le 14 mars, un Miz Tv en la compagnie de John Cena & Nikki Bella est organisé. Les images du couple Miz/Maryse attaquant leurs adversaires la semaine précédente sont montrées. Le Miz dit que Nikki n'aura jamais la bague de mariage, car Cena n'aime que lui. Maryse dit que Nikki est dix fois pire que Cena. Ainsi, Maryse avoue que Nikki était une très bonne amie à elle avant de se faire trahir. Daniel Bryan fait son apparition et méprise The Miz avant d'officialiser un Mixed tag team match pour WrestleMania,.
Le 21 mars, le couple Miz/Maryse parodie le couple Cena/Nikki dans une vidéo exclusive jamais diffusée sur Total Bellas. Ainsi, plusieurs fois dans la soirée, des vidéos montrant Miz & Maryse se moquant de Nikki & Cena ont été diffusés.
Le 28 mars, un autre Miz Tv a lieu et le Hollywood Couple nous propose de visionner les faux épisodes qu'ils ont tournés en parodiant Nikki & Cena. Miz se moque aussi de Daniel Bryan avant que le couple Cena ne vienne et humilie Maryse & The Miz.

### Bayley contre Nia Jax contre Charlotte Flair contre Sasha Banks

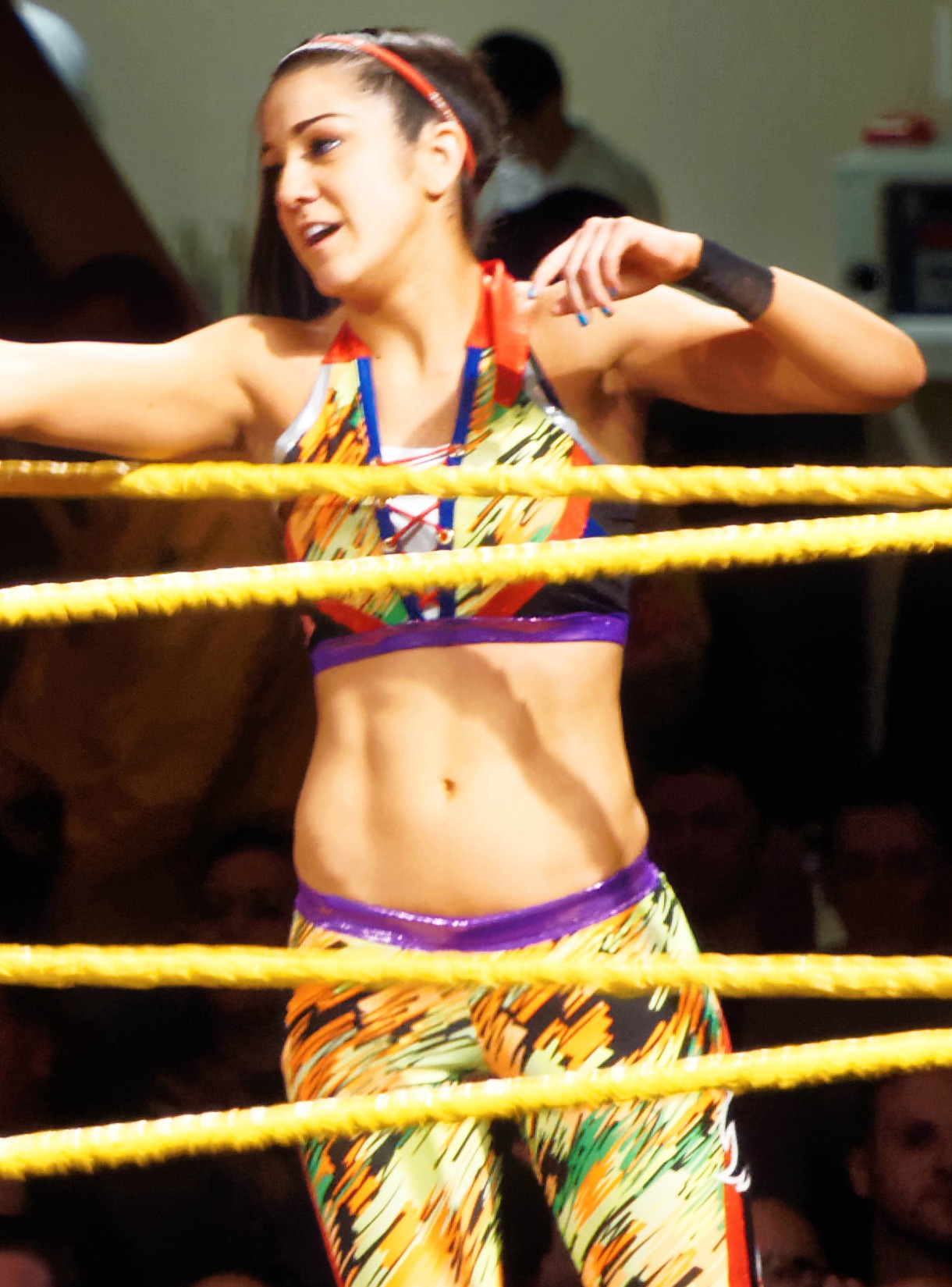
Bayley défend le championnat féminin de Raw dans un Fatal Four Way match contre Sasha Banks, Charlotte Flair et Nia Jax.

Lors de Fastlane (2017), Charlotte Flair perd sa série d'invincibilité en pay-per-view contre Bayley, qui conserve le Raw Women's Championship. Dans cette même soirée, Sasha Banks bat Nia Jax.
Le 6 mars à Raw, Mick Foley accueille Bayley et Sasha Banks sur le ring pour parler des événements de la nuit passée et de l'aide de Banks pour que Bayley remporte le match. Charlotte, accompagnée par Dana Brooke, arrive sur le ring et parle de la perte de sa série d'invincibilité avant l'arrivée de Stephanie McMahon qui dit que c'est la seule patronne ici. Cette dernière prétend que Sasha s'est rapprochée de Bayley pour prétendre au titre féminin et déclare que Bayley ne serait plus championne sans l'intervention de Banks. Foley organise alors un match, où le titre n'est pas mis en jeu, entre Bayley et Banks. Si cette dernière gagne, elle sera ajoutée dans le match opposant Bayley à Charlotte à WrestleMania 33 et donc, deviendra un Triple Threat match. Malgré une tentative d'intervention de Charlotte, Banks remporte le match et affrontera Bayley et Charlotte pour le titre,.
Le 13 mars, Banks bat Dana Brooke. Après le match, Charlotte arrive, mécontente de la défaite de Brooke. Charlotte annonce que cette dernière ne sera pas à WrestleMania et qu'elle se débarrasse d'elle. Brooke attaque Charlotte sous les applaudissements de la foule. Plus tard dans la soirée, Bayley affronte Nia Jax dans un match où le titre n'est pas mis en jeu. Bayley remporte le match par disqualification, car Jax n'a pas écouté les ordres de l'arbitre. Après le match, Jax continue d'attaquer la championne.
Le 20 mars, Charlotte Flair bat Dana Brooke. De son côté, Bayley réaffronte Nia Jax dans un Non-title match, match organisé par Stephanie McMahon. Si Jax gagne, elle rejoint les trois autres Women's pour le titre à WrestleMania. Nia Jax remporte le match, le match devient donc un Fatal Four Way match.
Le 27 mars, à une semaine du « The Showcase of the Immortals », les quatre Women's arrivent sur le ring pour parler de leur futur match avant de s'attaquer mutuellement. Un match est par la suite organisé, un Tag Team match opposant l'équipe des Face (Banks & Bayley) à celle des Heel (Charlotte & Jax).
Après une dizaine de minutes de combat dans un match bien rythmé, l'équipe Banks & Bayley arrive à l'emporter. Après le combat, Nia Jax attaque les deux jeunes femmes. Elle porte un Leg drop sur Banks et un Samoan drop sur la championne Bayley. Elle attaque aussi Charlotte avant de prendre le championnat féminin et de le soulever avant de regarder le logo de WrestleMania 33.

### Austin Aries contre Neville

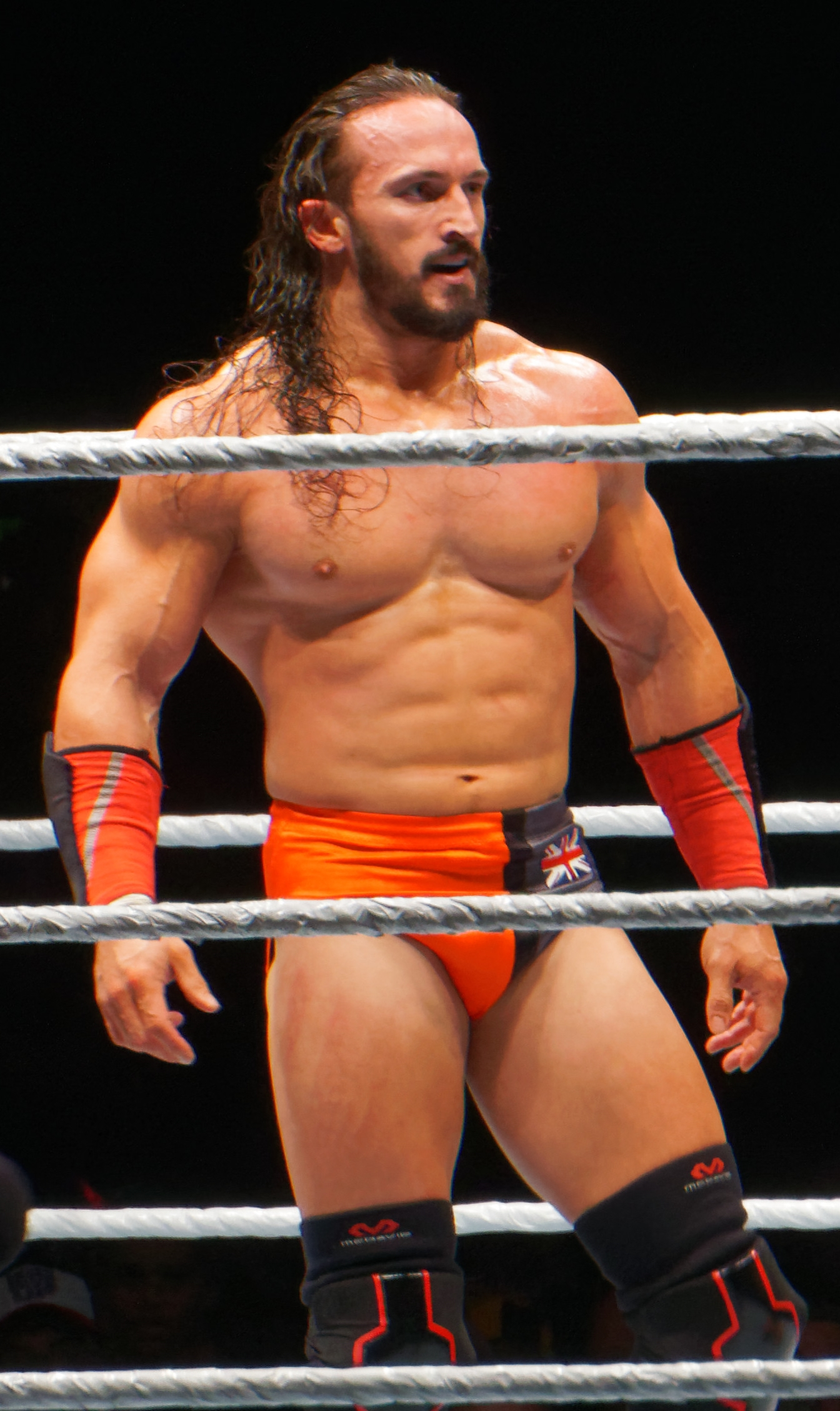
Neville défend le championnat des poids-moyens contre Austin Aries.

Le 6 mars à Raw, Neville affronte et bat Rich Swann dans un match pour le WWE Cruiserweight Championship. Après le match, Austin Aries interviewe Neville pour lui demander quels sont ses sentiments. Neville répond qu'il fait ce qu'il a dit qu'il ferait et affirme que personne n'est à son niveau. Aries, qui se fait manquer de respect par le champion, donne un coup au visage à Neville.
Le 7 mars, à 205 Live, Austin s'auto-interview en parlant de sa blessure et de l'attaque sur Neville à Raw. Neville arrive et dit qu'Aries manque de jugement. Il prétend qu'il n'aura pas à lever le petit doigt pour le battre.
Le 13 mars, Aries bat Ariya Daivari. Après le combat, on voit Neville regarder Aries à la télévision.
Le 14 mars, Neville rappelle qu'il y a un an jour pour jour, dans cette même salle, il s'est cassé la jambe. C'était trois semaines avant WrestleMania 32 et qu'on lui a volé un "WrestleMania Moment". Il est revenu avec un but, défier et battre toute la division Cruiserweight. Dans cette même soirée, un Fatal Five Way Elimination match a eu lieu pour déterminer l'aspirant no 1 au titre Cruiserweight. Le match fut remporté par Austin Aries en battant Tony Nese, Brian Kendrick, Akira Tozawa et TJ Perkins et devient l'adversaire de Neville pour le titre à WrestleMania 33.
Le 20 mars, Aries bat Tony Nese. Après le match, Neville arrive. Austin Aries prend le micro et blague sur le fait de ne pas avoir eu d'entrevue avec Neville. Neville déclare qu'il est le Roi de la division Cruiserweight. Aries lui dit qu'après WrestleMania, ça sera terminé.
Le 21 mars, Aries effectue une promo. Dans la même soirée, Neville bat Mustafa Ali et confronte Aries.
Le 27 mars, Austin Aries bat Noam Dar. Neville, qui était à la table des commentateurs, fixe Aries qui lui promet une défaite à WrestleMania.

### Alexa Bliss contre les catcheuses de SmackDown

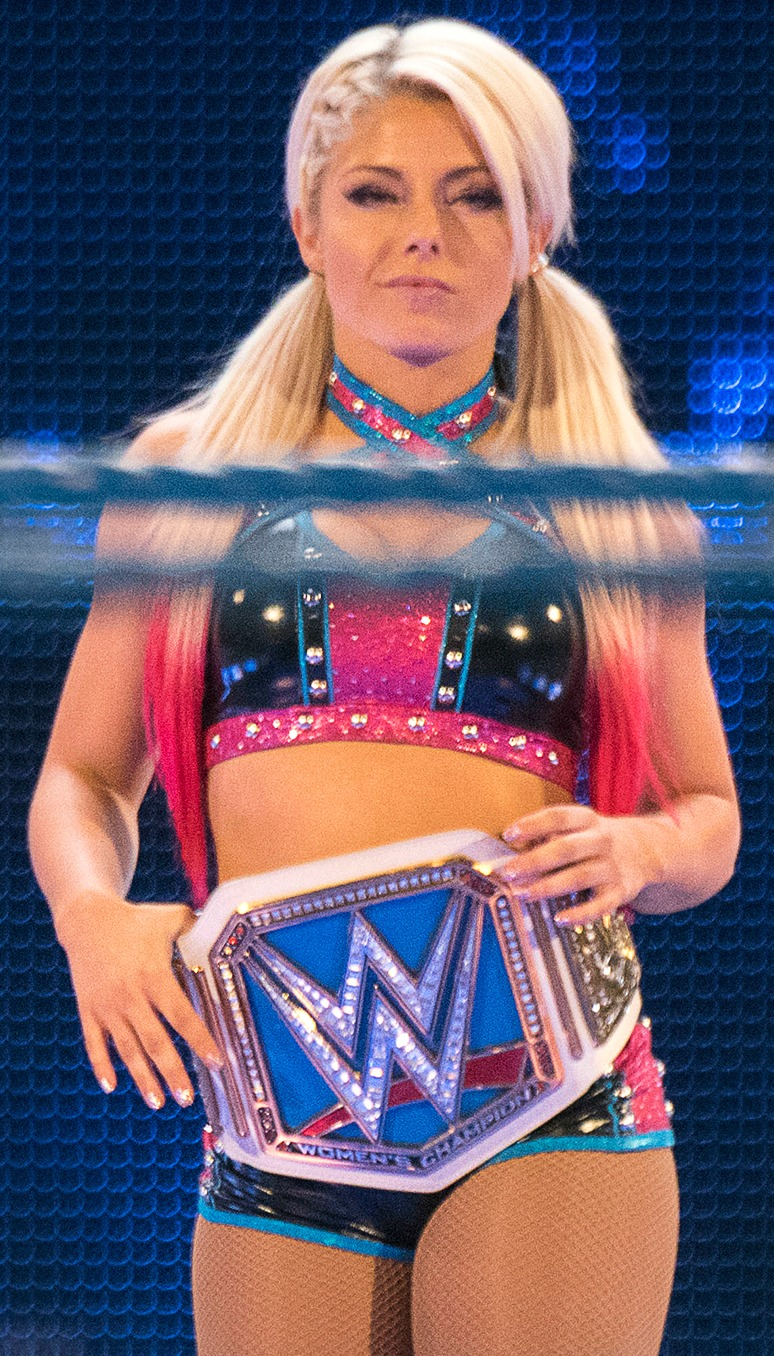
Alexa Bliss défend le championnat féminin de SmackDown contre Becky Lynch, Naomi, Carmella, Mickie James et Natalya.

Lors de Elimination Chamber (2017), Naomi bat Alexa Bliss et remporte le SmackDown Women's Championship.
Le 21 février, à SmackDown, Naomi doit renoncer à son titre à cause d'une blessure. Dans cette même soirée, un match simple pour le titre est organisé entre Bliss et Becky Lynch. C'est Bliss qui l'emporte et devient la première lutteuse à gagner deux fois le titre.
Le 28 février, Lynch affronte Mickie James dans un Two Out Of Three Falls match. Alexa Bliss décide de venir près du ring et monte sur le tablier pour distraire l'arbitre pendant que Becky fait le tombé sur Mickie. Mickie veut en profiter et frapper Becky, mais Becky évite le coup et frappe Bliss. Becky gagne le match (2-1).
Le 7 mars, Bliss et James sont sur le ring. Elles parlent des Women's de SmackDown, notamment Naomi blessé, Nikki Bella est avec "son superman" (en parlant de John Cena) et Carmella est avec "son troll" (en parlant de James Ellsworth). Becky Lynch et Natalya arrivent sur le ring et parlent de la ceinture. Un match par équipe est organisé entre Bliss & Mickie et Lynch & Natalya. Les gagnantes sont Alexa Bliss et Mickie James.
Après le combat, Mickie célèbre avec Bliss, mais surprend Bliss avec son Mick Kick. Mickie célèbre avec le titre féminin.
Le 14 mars, Mickie James bat Alexa Bliss dans un Non-title match.
Le 21 février, Becky Lynch affronte Carmella. Natalya arrive et attaque Carmella. La jeune femme remporte le match par disqualification. Bliss et James arrivent elles aussi et se battent.
Le 28 mars, Carmella et Lynch s'affrontent de nouveau. Le match se termine en No Contest. L'affrontement éclate en bas du ring entre Bliss et Mickie. Mickie la repousse sur le ring et enchaîne les coups. Carmella veut intervenir, mais Mickie la frappe. Le combat est arrêté. Un match par équipe est organisé (Becky Lynch et Mickie James vs Carmella et Alexa Bliss). Bliss & Carmella gagnent le match. Après le combat, l'affrontement éclate entre les catcheuses, mais Naomi fait son retour et entre officiellement dans le match de WrestleMania.

### The Club contre Hardys Boyz contre Cesaro et Sheamus contre Enzo et Cass

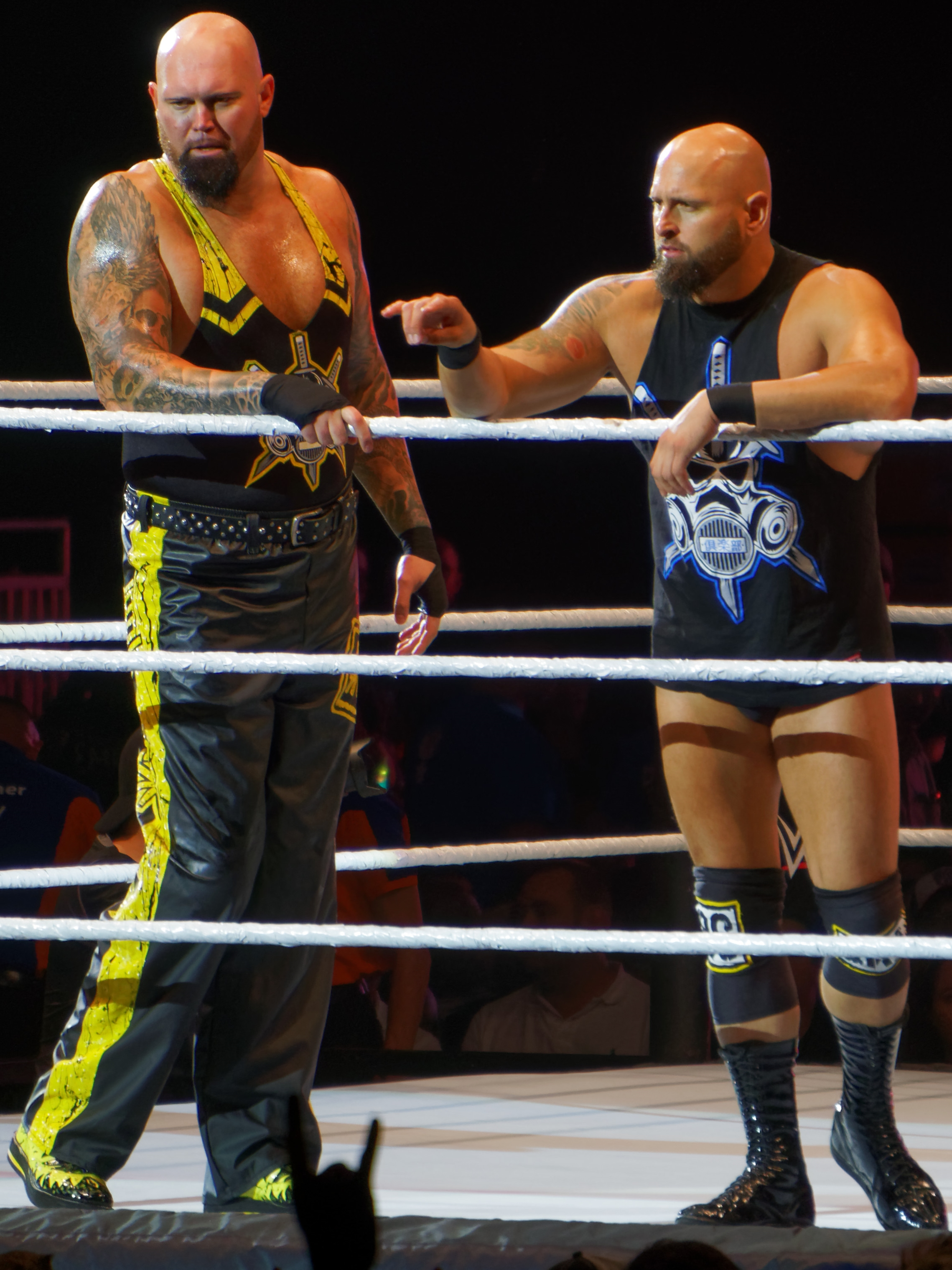
The Club affrontent Enzo Amore et Big Cass, Cesaro et Sheamus dans un Triple Threat Tag Team Ladder match qui deviendra un Fatal Four Way Tag Team Ladder match avec le retour des Hardy Boyz, pour le championnat par équipe de Raw.

Lors de Fastlane (2017), Karl Anderson et Luke Gallows (The Club) battent Enzo Amore et Big Cass et conservent le Raw Tag Team Championship,.
Le 6 mars à Raw, un rematch du combat de Fastlane a eu lieu. Le match se finit en No Contest à la suite d'une attaque de Cesaro sur Amore. Cesaro et Sheamus vident le ring.
Le 13 mars, un match pour devenir les aspirants no 1 a eu lieu entre Enzo Amore et Big Cass et Cesaro & Sheamus. À la fin du combat, Cass tombe en bas du ring en sortant Sheamus du ring. Anderson et Gallows arrivent par la foule pour frapper les deux. Le match se finit encore une fois en No Contest.
Après le combat, Gallows et Anderson poursuivent leur attaque sur chacun des membres des équipes. L'attaque se termine avec un Magic Killer sur Cesaro.
En coulisse, Mick Foley arrête Anderson et Gallows. Il annonce un Triple Threat Tag Team match entre les trois équipes à WrestleMania 33.
Le 20 février, Cesaro & Sheamus affrontent Karl Anderson, Luke Gallows, Enzo Amore et Big Cass dans un 2-On-4 Handicap match. Cesaro & Sheamus ressortent gagnant.
Le 27 février, en coulisse, Cesaro et Sheamus se font attaquer par Gallows et Anderson qui arrivent avec un morceau de bois. Sheamus et Cesaro se font ensuite charger par une échelle.
Plus tard, Cesaro et Sheamus attaquent à leur tour The Club avec une échelle. L'affrontement éclate entre les trois équipes. Gallows et Anderson prennent le contrôle de l'échelle pour sonner Cass, Enzo, Cesaro et Sheamus avec. Un Triple Threat Tag Team Ladder match est annoncé pour WrestleMania.
Les hôtes de la soirée, The New Day annoncera juste avant le début du match que celui-ci deviens un Fatal Four Way Tag Team Ladder match avec le retour des Hardy Boyz, pour le championnat par équipe de Raw.

## Tableau des matchs

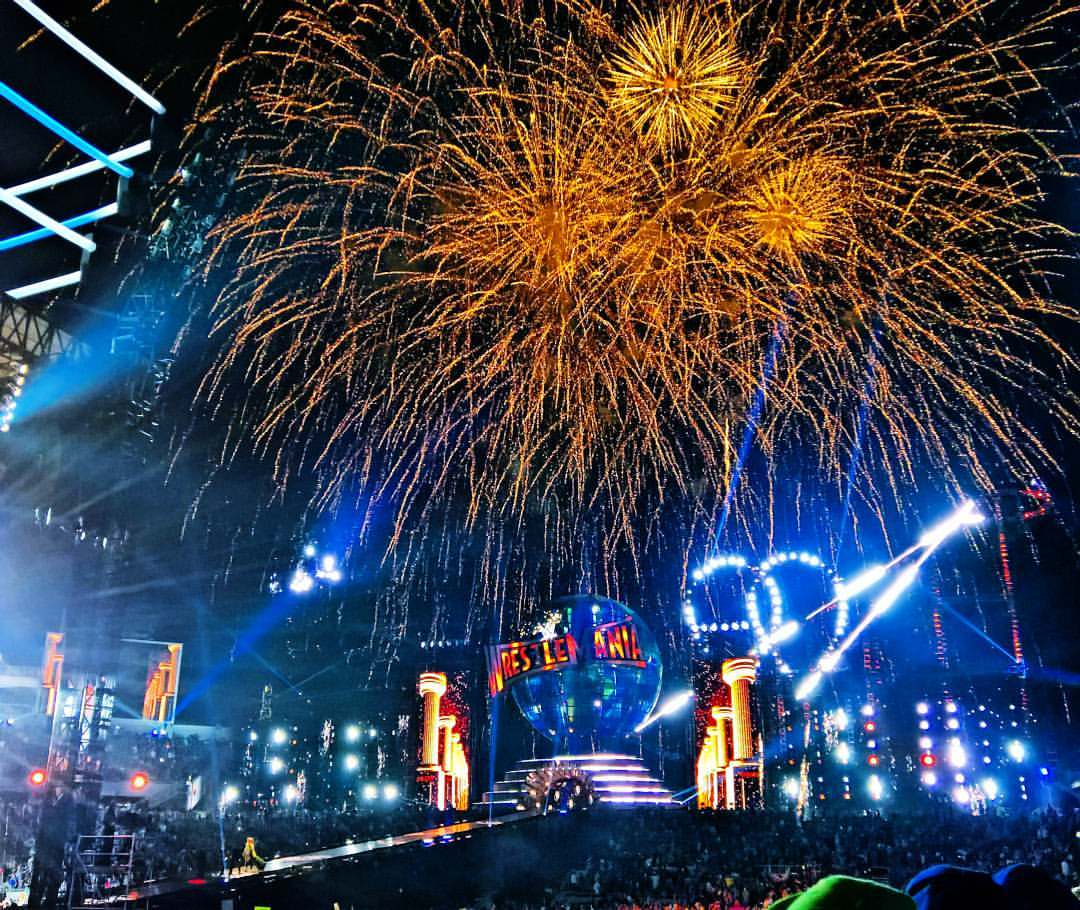
Entrée de Charlotte Flair au WrestleMania 33.

| Ordre par numéros | Résultat | Stipulation(s)                                                           | Temps |
| --- | --- | ------------------------------------------------------------------------ | ----- |
| 1P | Neville (c) bat Austin Aries | Match simple pour le WWE Cruiserweight Championship                      | 15:40 |
| 2P | Mojo Rawley remporte la André The Giant Memorial Battle Royal en éliminant en dernier Jinder Mahal,                                                   | André the Giant Memorial Battle Royal                                    | 14:07 |
| 3P | Dean Ambrose (c) bat Baron Corbin | Match simple pour le WWE Intercontinental Championship                   | 10:55 |
| 4 | AJ Styles bat Shane McMahon | Match simple                                                             | 20:35 |
| 5 | Kevin Owens bat Chris Jericho (c) | Match simple pour le WWE United States Championship                      | 16:20 |
| 6 | Bayley (c) bat Sasha Banks, Charlotte Flair et Nia Jax                                                                                                | Fatal 4-Way Elimination match pour le WWE Raw Women's Championship       | 12:45 |
| 7 | The Hardy Boyz (Jeff Hardy et Matt Hardy) battent The Club (Karl Anderson et Luke Gallows) (c), Enzo Amore et Big Cass et The Bar (Cesaro et Sheamus) | Fatal 4-Way Tag Team Ladder match pour les WWE Raw Tag Team Championship | 11:05 |
| 8 | John Cena et Nikki Bella battent The Miz et Maryse | Mixed Tag Team match                                                     | 9:40  |
| 9 | Seth Rollins bat Triple H (avec Stephanie McMahon) | Non-Sanctioned match                                                     | 25:30 |
| 10 | Randy Orton bat Bray Wyatt (c) | Match simple pour le WWE Championship                                    | 10:30 |
| 11 | Brock Lesnar (avec Paul Heyman) bat Goldberg (c) | Match simple pour le WWE Universal Championship                          | 4:45  |
| 12 | Naomi bat Alexa Bliss (c), Natalya, Becky Lynch, Mickie James et Carmella (avec James Ellsworth)                                                      | 6-Pack Challenge pour le WWE SmackDown Women's Championship              | 5:35  |
| 13 | Roman Reigns bat The Undertaker | No Holds Barred match                                                    | 23:00 |
| La lettre C placée entre parenthèses désigne la personne ou l’équipe championne en titre. P – indique que le match a eu lieu lors du pré-show | |                                                                          |       |

## Réception
WrestleMania 33 a reçu des avis plutôt mitigés. Dave Meltzer du Wrestling Observer Newsletter a décrit l'événement comme étant « un spectacle lent mais extrêmement intéressant » qui se termine avec la retraite de The Undertaker dont on « pouvait s'y attendre depuis longtemps ». Meltzer a dit que la foule était assez fatigué à la fin du spectacle mais que les feux d'artifice utilisés pour la victoire de Reigns les ont réveillés. Il a applaudi le match entre Lesnar et Goldberg pour le titre Universel : « c'était ce qui était attendu » ; « le match était plutôt parfait compte tenu de la fin ». Pour le match opposant Styles à McMahon, Meltzer a dit que « le match avait ses moments spectaculaires ». Pour Ambrose contre Corbin, Meltzer a estimé que « le match était en dessous de ce qu'on pouvait attendre d'un match de WrestleMania », alors que le match féminin de Raw a été estimé beaucoup trop court. Il a dit que la proposition de Cena à Nikki Bella « était géniale ». Pour lui, le match entre Neville et Aries est bon car « ils leur ont donné du temps ».
Jack de Menezes de The Independent a déclaré que « c'était une nuit incroyablement émouvante pour les fans », surtout pour la fin de carrière de l'Undertaker. Le moment mémorable de la soirée est le retour des Hardy Boyz qui était « incroyable et triomphant », le match d'Orton contre Wyatt est vu comme un match avec une histoire « effrayante et inquiétante », Naomi qui regagne le titre est décrit comme « un retour à la maison ».
411Mania a noté l'événement a 7.5 étoiles sur 10, faisant du show un bon événement. Canoë a donné la note de 6.5 sur 10 et The Sun a noté l'événement 7 étoiles sur 10.

## Conséquences
Beaucoup de spéculations ont été faites sur le dernier match de The Undertaker. La WWE a publié une photo commémorative disant que l'Undertaker a bel et bien prit sa retraite à WrestleMania. L'Undertaker va recevoir une chirurgie notamment une à la hanche qui fait qu'il ne pourra plus jamais catcher.

### Raw
La nuit suivante à Raw, le show s'est ouvert avec des chants « Undertaker » et « Roman sucks », chants du public qui a été interrompu par Roman Reigns. Après des huées hostiles à l'encontre de Reigns, ce dernier déclare que « WrestleMania est son jardin, maintenant ».
Le nouveau champion Universel, Brock Lesnar, accompagné par Paul Heyman, dit que Goldberg n'est pas revenu pour taquiner Lesnar sur son match contre Reigns à WrestleMania 31. Braun Strowman est arrivé et a déclaré qu'après s'être occupé de Reigns, il s'occupera de Lesnar et de son titre. Dans Raw Talk, Goldberg a déclaré qu'il est possible que le match de WrestleMania soit son dernier match mais a laissé entendre qu'il pourrait revenir. La semaine suivante, Strowman a brutalement attaqué Reigns lors d'une interview dans les coulisses et a renversé l'ambulance où Reigns était. Par la suite, Reigns a été emmené à l'hôpital dans une autre ambulance. Un match entre les deux est alors prévu à Payback (2017).
Le président de la WWE Vince McMahon a dit que sa fille, Stephanie McMahon était blessé à la suite de la chute sur la table et que son remplacent est Kurt Angle, nouveau membre du WWE Hall of Fame. Il a également annoncé que la semaine suivante aura lieu dans les deux show un Superstar Shake-Up, un échange de plusieurs Superstars entre Raw et SmackDown,.
Chris Jericho a obtenu un match revanche pour le championnat des États-Unis contre Kevin Owens à Payback. Il a ensuite été attaqué en coulisses par Owens et Samoa Joe. Jericho a ensuite été remplacé dans un match par équipe par le retour de Finn Bálor. Dans l'épisode du 11 avril à SmackDown, le Superstar Shake-Up a déplacé Owens à SmackDown, mais il a été décidé que si Jericho remporte le championnat des États-Unis à Payback, il se déplacerait aussi à SmackDown. Seth Rollins a repris sa rivalité avec Samoa Joe et ils ont un match à Payback.
Les Hardy Boyz ont conservé leur titre face à Luke Gallows et Karl Anderson, tandis que Cesaro et Sheamus ont obtenu un match pour le titre à Payback en battant Enzo Amore et Big Cass,. The New Day a fait un défi ouvert à tout le monde, défi répondu par The Revival ancienne équipe de NXT pour leur début dans la carte principale. The Revival a battu The New Day, et cassé la cheville de Kofi Kingston. The New Day ont été envoyés à SmackDown.
Dans la division féminine, le championne Bayley, Sasha Banks et Dana Brooke battent Charlotte Flair, Nia Jax et Emma. La semaine suivante, Sasha était sur le point de contester Bayley à un match pour le titre quand elle a été interrompue par Alexa Bliss et Mickie James, qui a venaient de SmackDown à la suite du Superstar Shake-up ; Charlotte a été déplacé à SmackDown.

### SmackDown
Lors du SmackDown de l'après-WrestleMania, Bray Wyatt a contesté le champion de la WWE Randy Orton nouvellement couronné d'un match non-title de type "House of Horrors", que Orton a accepté. Dans la bagarre qui a suivi, Luke Harper et Erick Rowan sont venus pour aider Orton et Wyatt, respectivement. Par la suite, Orton et Harper ont vaincu Wyatt et Rowan. Wyatt a été déplacé à Raw la semaine suivante et son match revanche avec Orton était prévu pour le pay-per-view Payback.
AJ Styles et Shane McMahon se sont pardonnés et Styles a confirmé qu'il resterait à SmackDown après avoir vaincu Baron Corbin et Sami Zayn, qui venait de Raw, pour devenir l'aspirant no 1 pour le championnat des États-Unis à Backlash.

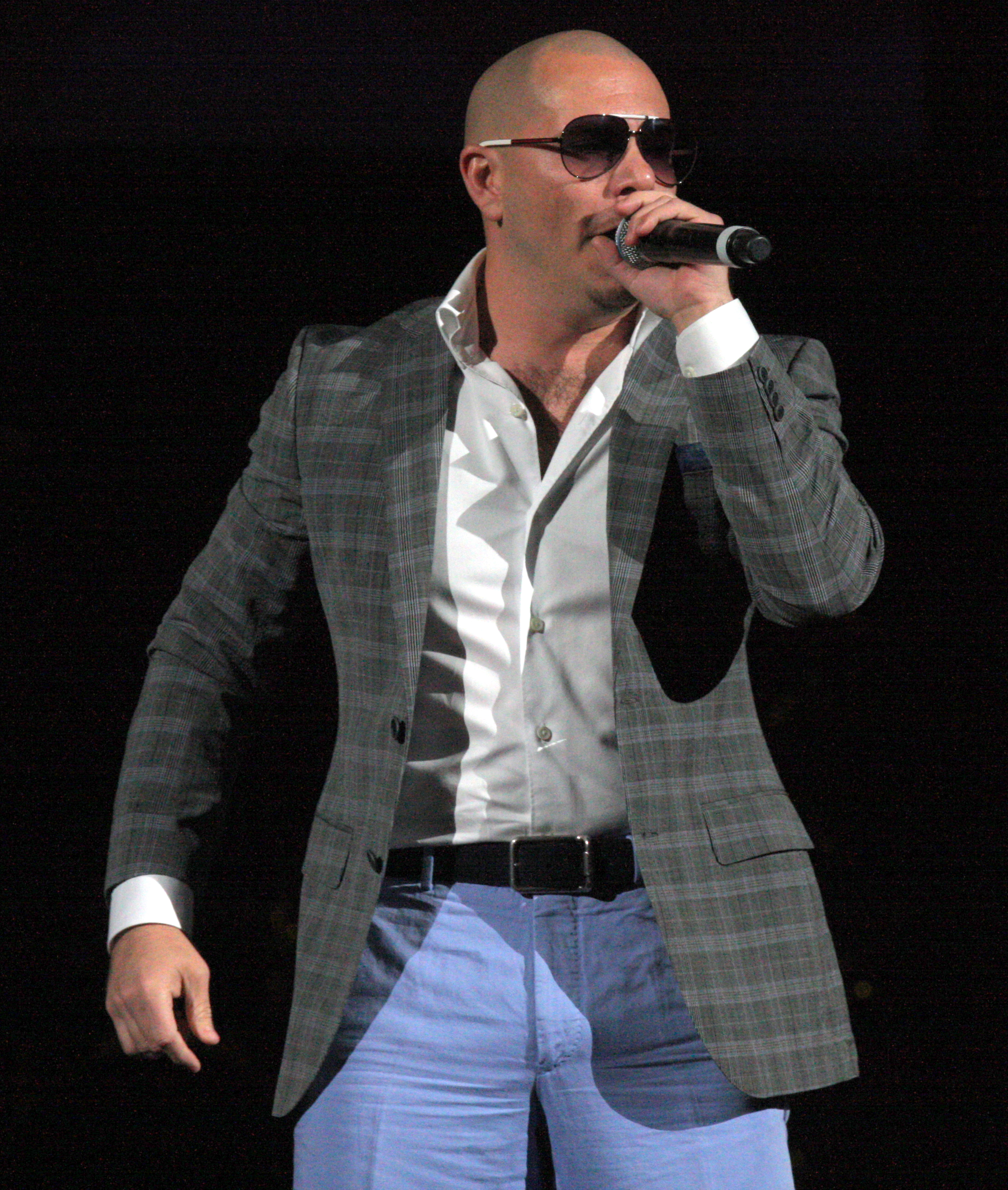
Pitbull a interprété Greenlight en live.

## Célébrités
Comme le veut la tradition à WrestleMania, le spectacle comprenait les apparitions de nombreux invités célèbres. La chanteuse Tinashe a interprété America The Beautiful au début du spectacle, Al Roker était l'annonceur du match opposant John Cena & Nikki Bella à The Miz & Maryse et Pitbull, Flo Rida, LunchMoney Lewis et Stephen Marley ont interprété « Greenlight », le thème officiel du spectacle. Maria Menounos jouait le rôle d'intervieweuse.
L'acteur d'Arrow Stephen Amell, la star de NFL Rob Gronkowski, Noelle Foley (la fille de Mick Foley), la vidéaste Lilly Singh et l'humoriste Jimmy Fallon étaient présents dans le public,.

## Annexe